# Roger de Piles

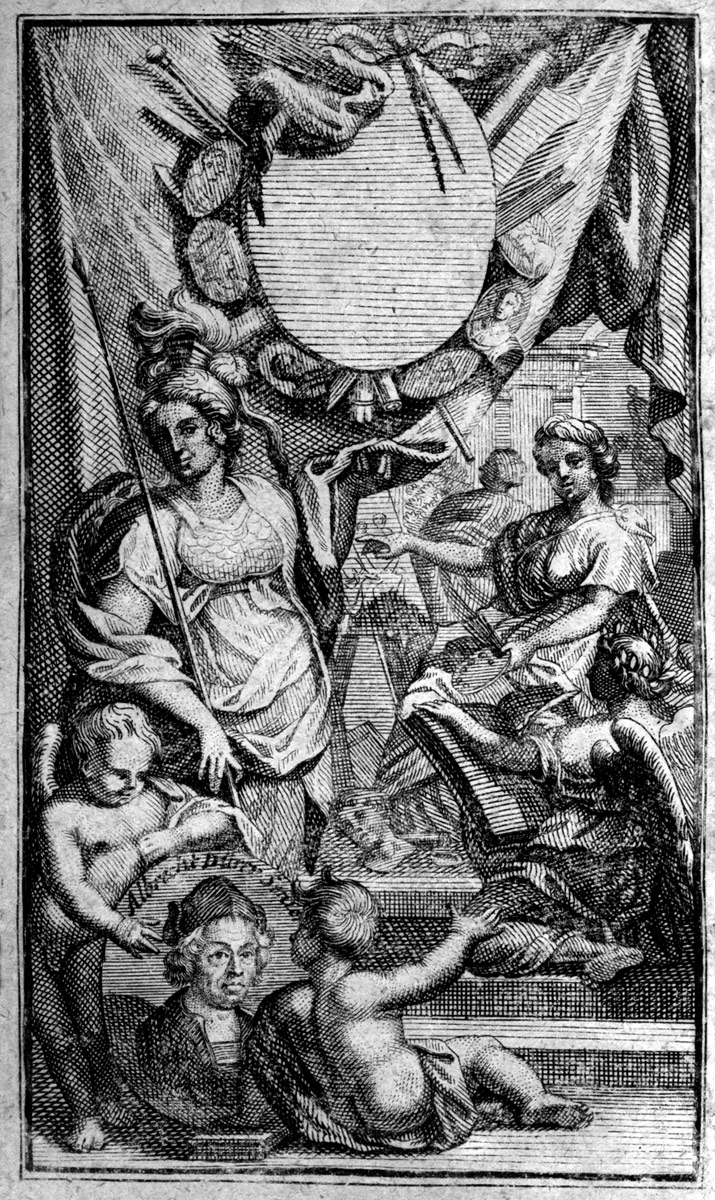
Roger de Piles, Frontespizio di Storia e vita dei famosi Pittori europei, Amburgo, Benj. Schiller, 1710

Roger de Piles (Clamecy, 7 ottobre 1635 – Parigi, 5 aprile 1709) è stato un pittore, critico d'arte e diplomatico francese.

## Biografia
Nato a Clamecy, nel Nievre studiò filosofia teologia, ma si dedicò alla pittura.
Nel 1662 divenne tutore di Michel Amelot de Gournay,  e lo seguì per tutta la vita, facendogli da segretario nelle sue varie missioni come ambasciatore francese a Venezia, in Portogallo e in Spagna.
A Venezia (1682-1685) iniziò una famosa collezione di stampe, disegni e pitture di Giorgione, Correggio, Rembrandt, Claude Lorrain, Rubens, Antoine Coypel, Jean-Baptiste Forest.
Acquisì anche un gusto per gli intrighi politici, usando il suo basso profilo di viaggiatore, che studiava le collezioni europee come acquirente per conto Luigi XIV, come copertura per missioni confidenziali - ad esempio in Germania e Austria (1685) al seguito del ministro di Luigi, il marchese di Louvois.
Non fu sempre fortunato come spia. Nel 1692, durante la guerra della Lega d’Augusta, fu arrestato a L'Aia mentre aveva un passaporto falso e imprigionato per cinque anni. Passò il suo tempo scrivendo L'Abrégé de la vie des peintres ...avec un traité du peintre parfait. pubblicato nel 1699 in seguito alla sua nomina come Conseiller Honoraire alla Académie de peinture et de sculpture.
Nel 1705 seguì Amelot de Gournay in Spagna ma lo stato di salute lo costrinse a tornare a Parigi, dove morì nel 1709.

## Critico d'arte
Il suo importante contributo alla teoria dell'estetica poggia sul suo Dialogue sur le coloris ("Dialogo sui colori"), in cui inizia la sua famosa difesa Rubens su un argomento cui aveva dato inizio nel 1671 Philippe de Champaigne sui meriti relativi del disegno e del colore nell'opera di Tiziano (in una conferenza alla Académie de peinture et de sculpture sul Madonna col Bambino, Giovanni Battista di Tiziano).
L'argomento era uno dei più affascinanti nel dibattito tra moderni e classici nella pittura: l'essenza della matematica della proporzione e della prospettiva nel disegno —l'approccio classicco— opposta ai colpi colorati di pennello —l'approccio dei moderni. Nel suo dettagliato studio sull'argomento, Roger de Piles et les débats sur le coloris au siècle de Louis XIV (1965), Bernard Teyssèdre dà un toccante resoconto della bohème dei "moderni" réfusés nella Parigi del diciassettesimo secolo, una storia che si ripeté con gli Impressionisti.
Nello scorrere dell'argomento Roger de Piles introdusse il termine  "clair-obscur" (Chiaroscuro) per mettere in risalto l'effetto del colore che accentua la tensione tra luce e ombre in un dipinto.
Il modo in cui Roger de Piles documentò i suoi argomenti con esempi di pittori veneziani e nord-europei influenzò Antoine Coypel, Hyacinthe Rigaud, Nicolas de Largillière e François de Troy.

## Equilibrio dei pittori
De Piles allegò alla sua ultima opera pubblicata,  Cours de peinture par principes avec un balance de peintres (1708), un elenco dei 56 pittori più importanti del suo tempo, delle cui opere aveva fatto conoscenza durante i suoi viaggi.
Ad ogni pittore del suo elenco diede un voto da 0 a 18 per composizione, disegno, colore ed espressione, dando una panoramica dell'apprezzamento estetico imperniato sull'equilibrio tra colore e disegno.
I voti più elevati li presero Raffaello Sanzio e Rubens, con un leggero vantaggio nel colore per Rubens, e un leggero vantaggio nel disegno per Raffaello. Pittori con un voto basso a eccezione del colore furono Giovanni Bellini, Giorgione e in particolare Caravaggio con 16 in colori e 0 (zero) in espressione.  Pittori giudicati distanti sia da Rubens che da Raffaello, ma il cui equilibrio tra colore e disegno era perfetto furono Lucas van Leyden, Sébastien Bourdon, Nicolas-Pierre Loir e Albrecht Dürer.

### Elenco
L'elenco completo è stato trascritto da Manlio Brusatin:Histoire des couleurs (Paris: Flammarion, 1986, pp. 103–104), e riprodotto in Elisabeth G. Holt Literary Sources of Art History, (Princeton: Princeton University Press, 1947), pp. 415–416)
| Pittore                 | Composizione | Disegno | Colore | Espressione |
| ----------------------- | ------------ | ------- | ------ | ----------- |
| Andrea del Sarto        | 12           | 16      | 9      | 8           |
| Federico Barocci        | 14           | 15      | 6      | 10          |
| Jacopo Bassano          | 6            | 8       | 17     | 0           |
| Giovanni Bellini        | 4            | 6       | 14     | 0           |
| Sébastien Bourdon       | 10           | 8       | 8      | 4           |
| Charles Le Brun         | 16           | 16      | 8      | 16          |
| I Carracci              | 15           | 17      | 13     | 13          |
| Cavalier d'Arpino       | 10           | 10      | 6      | 2           |
| Correggio               | 13           | 13      | 15     | 12          |
| Daniele da Volterra     | 12           | 15      | 5      | 8           |
| Abraham van Diepenbeeck | 11           | 10      | 14     | 6           |
| Il Domenichino          | 15           | 17      | 9      | 17          |
| Albrecht Dürer          | 8            | 10      | 10     | 8           |
| Giorgione               | 8            | 9       | 18     | 4           |
| Giovanni da Udine       | 10           | 8       | 16     | 3           |
| Giulio Romano           | 15           | 16      | 4      | 14          |
| Guercino                | 18           | 10      | 10     | 4           |
| Guido Reni              | x            | 13      | 9      | 12          |
| Holbein                 | 9            | 10      | 16     | 3           |
| Jacob Jordaens          | 10           | 8       | 16     | 6           |
| Lucas Jordaens          | 13           | 12      | 9      | 6           |
| Giovanni Lanfranco      | 14           | 13      | 10     | 5           |
| Leonardo da Vinci       | 15           | 16      | 4      | 14          |
| Lucas van Leyden        | 8            | 6       | 6      | 4           |
| Michelangelo            | 8            | 17      | 4      | 8           |
| Caravaggio              | 6            | 6       | 16     | 0           |
| Murillo                 | 6            | 8       | 15     | 4           |
| Otho Venius             | 13           | 14      | 10     | 10          |
| Palma il Vecchio        | 5            | 6       | 16     | 0           |
| Palma il Giovane        | 12           | 9       | 14     | 6           |
| Il Parmigianino         | 10           | 15      | 6      | 6           |
| Gianfrancesco Penni     | 0            | 15      | 8      | 0           |
| Perin del Vaga          | 15           | 16      | 7      | 6           |
| Sebastiano del Piombo   | 8            | 13      | 16     | 7           |
| Primaticcio             | 15           | 14      | 7      | 10          |
| Raffaello               | 17           | 18      | 12     | 18          |
| Rembrandt               | 15           | 6       | 17     | 12          |
| Rubens                  | 18           | 13      | 17     | 17          |
| Francesco Salviati      | 13           | 15      | 8      | 8           |
| Eustache Le Sueur       | 15           | 15      | 4      | 15          |
| Teniers                 | 15           | 12      | 13     | 6           |
| Pietro Testa            | 11           | 15      | 0      | 6           |
| Tintoretto              | 15           | 14      | 16     | 4           |
| Tiziano                 | 12           | 15      | 18     | 6           |
| Van Dyck                | 15           | 10      | 17     | 13          |
| Vanius                  | 15           | 15      | 12     | 13          |
| Veronese                | 15           | 10      | 16     | 3           |
| Taddeo Zuccari          | 13           | 14      | 10     | 9           |
| Federico Zuccari        | 10           | 10      | 8      | 8           |

## Opere
- De Arte Graphica (1668) (Traduzione dal latino al francese del lavoro di Charles Alphonse Du Fresnoy - con commenti supplementari di Roger de Piles).
- Dialogue sur le coloris ( Dialogo sui Colori, 1673)
- Le Cabinet de Monseigneur le Duc de Richelieu (1676)
- Lettre d'un français à un gentilhomme flamand (1676)
- La Vie de Rubens (1681)
- L'Abrégé de la vie des peintres (1699),[3] un testo in sette volumi di biografie di pittori
- Cours de peinture par principes avec un balance de peintres ( The Principles of Painting, 1708),